# Augustin Calmet

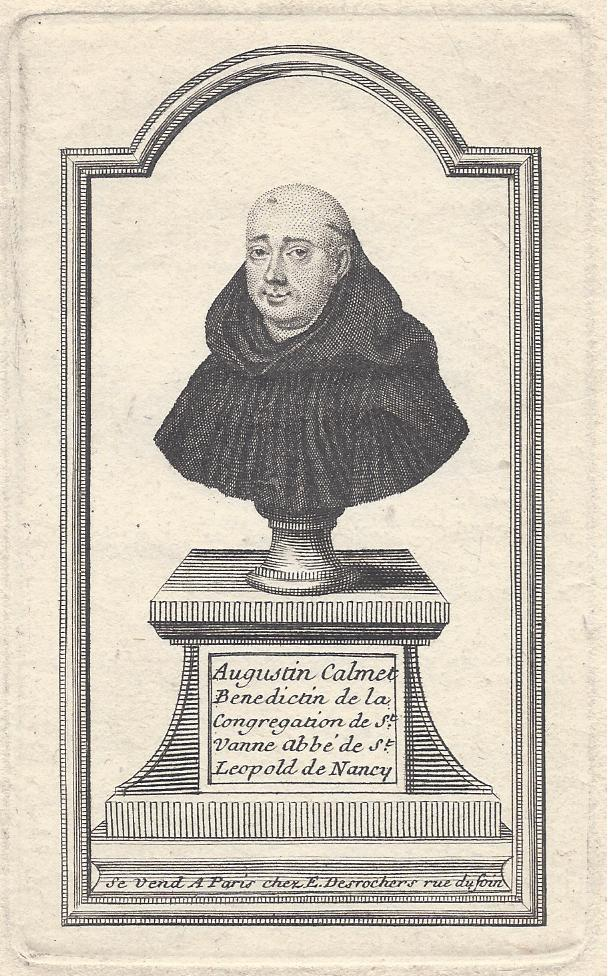
Gravur um 1720

Augustin Calmet (* 26. Februar 1672 in Ménil-la-Horgne bei Commercy im Herzogtum Lothringen; † 25. Oktober 1757 in Senones) war ein römisch-katholischer Theologe, Gelehrter und Abt des Benediktinerordens.

## Leben

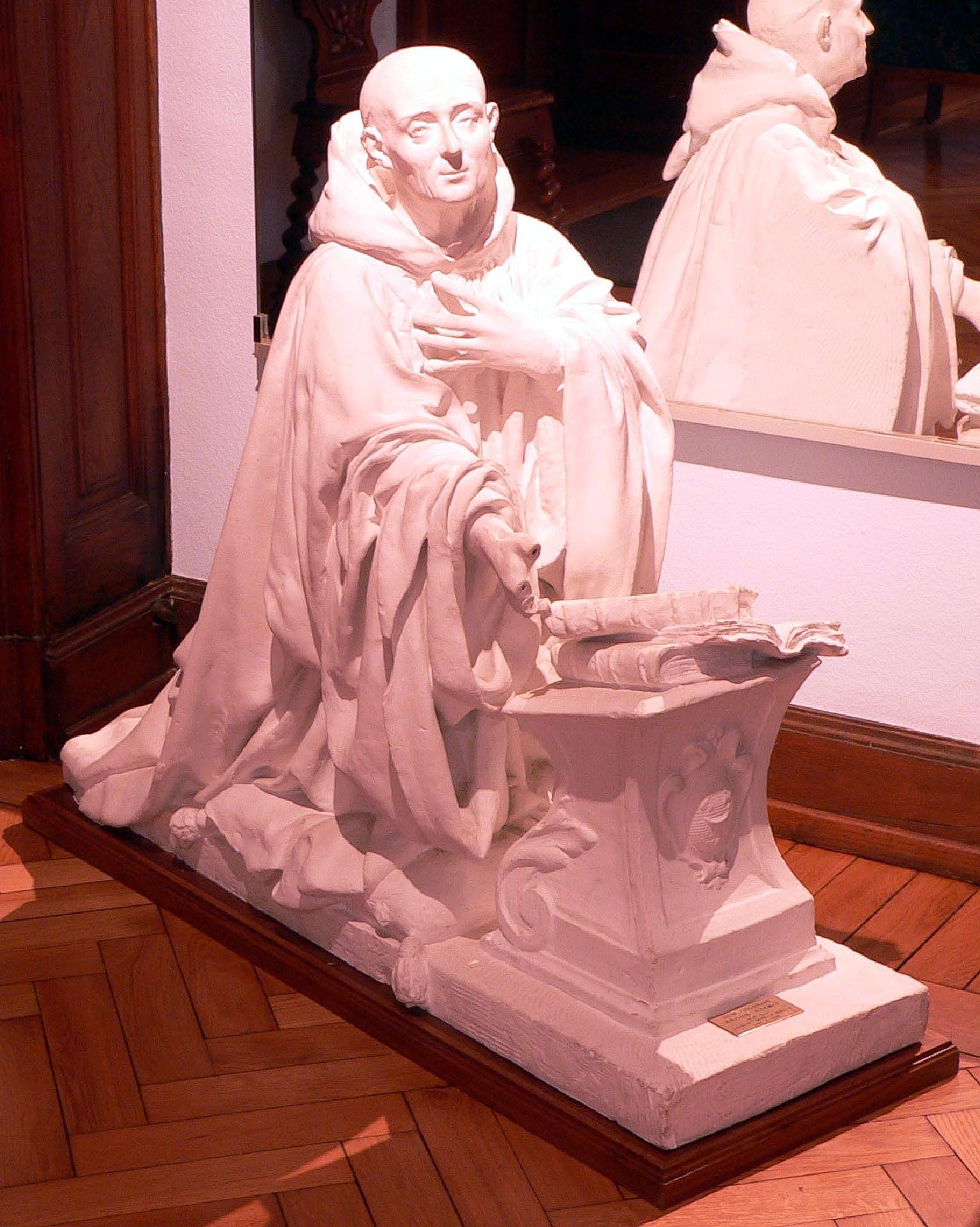
Statue von Don Augustin Calmet

Calmet wurde in Ménil-la-Horgne bei Commercy als Sohn eines Hufschmieds geboren und auf den Namen Antoine getauft. Der junge Antoine Calmet zog sich bereits in frühester Jugend in das nahegelegene Benediktinerkloster von Breuil bei Commercy zurück. Dort, und ebenso an der Universität Pont-à-Mousson, einer an der Mosel zwischen Nancy und Metz liegenden Kleinstadt, studierte er. Durch seine hervorragenden geistigen Anlagen, seinen Fleiß und seine gewinnende Gemütsart erregte er bald das Wohlwollen seiner klösterlichen Lehrer.
Bereits 1688, im Alter von 16 Jahren, wurde er ordentliches Mitglied im Benediktinerorden, nahm den Namen Augustinus, nach dem heiligen Kirchenvater Augustinus, an, und erhielt einige Zeit später, im Jahre 1696, die Priesterweihe. Darüber hinaus zeichnete er sich unter seinen Ordensbrüdern besonders durch seine unermüdlichen wissenschaftlichen Studien aus, so dass er bereits im Jahre 1698 in der Abtei von Moyenmoutier ein Lehramt für Philosophie und Theologie innehatte. Diesem folgte noch im  Jahre 1704 das Fach der biblischen Exegese in der Abtei von Münster im Elsass, in welcher er zugleich das Amt des Subpriors versah.
Sein unermüdlicher Fleiß und untadeliger Charakter erreichten, dass er im Jahre 1715 Prior des Klosters von Lay, kurze Zeit später, im Jahre 1718 Abt von St. Leopold bei Nancy und im Jahre 1728 Abt des Klosters von Senones wurde. Zweimal wählte ihn seine Kongregation, welcher nicht weniger als 50 Klöster angehörten, zu ihrem Präsidenten. Papst Benedikt XIII. wollte ihn daher schon zum Titularbischof ernennen, doch Calmet lehnte dieses Ansinnen bescheiden ab. So stand er seinem Kloster Senones bis zu seinem Tode als Abt vor.
Wilhelm Fink charakterisiert Calmet in der ersten Auflage des Lexikons für Theologie und Kirche: „Ebenso fromm und bescheiden als gelehrt und unermüdlich tätig; als Schriftsteller äußerst fruchtbar. Godefroy zählt 35 selbstständige, meist mehrbändige Werke, von denen nur 6 nach seinem Tode erschienen.“ Leonhard Hell nennt ihn in der dritten Auflage den bedeutendsten katholischen Exegeten des 18. Jahrhunderts neben Richard Simon. Zudem hielt er mit zahlreichen Gelehrten, z. B. Voltaire, Kontakt.

## Werke
Calmets wissenschaftlich-literarisches Erbe ist von hoher Bedeutung. Sein Hauptwerk ist unbestrittenerweise sein in den Jahren 1707 – 1716 in 23 dickleibigen großformatigen Bänden in französischer Sprache erschienener Bibelkommentar unter dem Titel la Sainte Bible en latin et en françois, avec un commentaire littéral et critique, welcher auch bei dem protestantischen Bevölkerungsanteil sehr wohlwollende Aufnahme fand; er ist der beste und größte jemals in Frankreich erschienene Kommentar zur heiligen Schrift, und erlebte während des 18. Jahrhunderts mehrere Auflagen. Dieses Werk wurde nie in die deutsche Sprache übersetzt, es erschien jedoch im Jahre 1720 ein Auszug, bestehend aus 135 Aufsätzen unter dem Titel Dissertations qui peuvent servir de Prolegomenes de l’Ecriture sainte, welcher 1738, 1744 und 1747 auch drei deutsche Auflagen unter dem Titel Biblische Untersuchungen oder Abhandlungen verschiedener Stücke, die zum Verstande der heil. Schrift dienen erlebte.
Ferner verfasste er ein biblisches Lexikon unter dem Titel Dictionnaire historique et critique, chronologique, géographique et littéral de la Bible. Es erschien in drei Bänden in den Jahren 1722–1728, auch dieses Werk erlebte mehrere Auflagen, und wurde in die lateinische, englische, holländische, sowie in den Jahren 1751–1754 in 4 Bänden unter dem Titel Biblisches Wörterbuch, worinnen, was zur Geschichte, Critik, Chronologie, Geographie, und zum buchstäblichen Verstande der heiligen Schrift gehöret, abgehandelt wird in die deutsche Sprache übersetzt.
Des Weiteren erschien im Jahr 1718 eine biblische Geschichte. Sie umfasst den Zeitraum von der Schöpfung bis zur Zerstörung des jüdischen Tempels in Jerusalem durch die Römer im Jahre 70 n. Chr. und trägt den Titel Histoire sainte de l’Ancien et du Nouveau Testament et des Juifs; auch diese erlebte mehrere Auflagen. Eine englische Übersetzung erschien 1740, eine deutsche Ausgabe unter dem Titel Biblische Historie, oder Geschicht-Beschreibung des Alten und Neuen Testaments. Worinnen besonders die Geschichte der Jüden, von Anfang der Welt, bis zur Zerstöhrung der Stadt Jerusalem, und deren darauf erfolgten gänzlichen Zerstreuung, abgehandelt wird im Jahre 1759.
Weitere nennenswerte Werke sind die Histoire universelle sacrée et profane, depuis le commencement du monde jusqu’à nos jours, die 1735 in Französisch und in deutscher Sprache unter dem Titel Allgemeine Kirchen- und Weltgeschichte von der Schöpfung an bis auf unsre Zeiten von 1776–1797 in 12 Bänden erschien, des Weiteren 1728 die Bibliothèque Lorraine, die lothringische Schreiber und deren Werke auflistete, ein Commentaire littéral historique et moral sur la règle de saint Benoît, ein Kommentar über die Mönchsregel der Benediktiner, der im Jahre 1734 veröffentlicht wurde.
Ab 1728 verfasste Calmet eine Geschichte des Herzogtums Lothringen unter dem Titel Histoire ecclésiastique et civile de Lorraine..., eine Auftragsarbeit Herzogs Leopold (1679–1729), die unter dem Titel Histoire de Lourraine ... von 1745 bis 1757 in 7 Bänden in veränderter Form neu erschien, jedoch durch seinen Tod unvollendet blieb. Sie stellt eine bedeutende  Leistung dar, die auf umfassenden Quellenarbeiten fußt und ist auch heute noch von hohem historischen Wert. 1745 veröffentlichte er auch eine Geschichte von Verdun Histoire ecclésiastique et civile de Verdun.
Heute kennt man Augustin Calmet vor allem wegen seines 1746 erstmals in französischer Sprache erschienenen Buches Dissertations sur les apparitions des anges, des démons et des esprits. Et sur les revenans et vampires. De Hongrie, de Boheme, de Moravie et de Silesie, in welchem Calmet ausführlich auf die in seiner Zeit und jüngerer Vergangenheit stattfindenden Begebenheiten über Geistererscheinungen, Hexerei, Besessenheit und Vampirismus eingeht. Die Schrift wurde seinerzeit in alle großen europäischen Sprachen übersetzt, so erschien auch im Jahre 1749 erstmals eine deutsche Ausgabe unter dem Titel Gelehrte Verhandlung der Materi von Erscheinungen der Geisteren, und denen Vampiren in Ungarn, Mähren etc... Calmet sah sich wegen dieser Schrift der Kritik von Seiten der aufklärerischen Philosophen und Materialisten ausgesetzt, da er die Phänomene auf rein theologischer Basis erklärte.